# Áfram Latibær!
Áfram Latibær! (ang. Go LazyTown!) to islandzka sztuka teatralna dla dzieci autorstwa Magnúsa Schevinga, oparta na jego islandzkiej książce o tym samym tytule. Sztuka miała premierę w 1996 roku w Loftkastalinn i cieszyła się dużą popularnością. Emitowana była również wtedy w islandzkiej telewizji. Reżyserem był Baltasar Kormákur, a w obsadzie znaleźli się Magnús Scheving, Selma Björnsdóttir, Steinn Ármann Magnússon, Ingrid Jónsdóttir, Jón Stefán Kristjánsson, Ólafur Guðmundsson, Magnús Ólafsson, Sigurveig Jónsdóttir, Sigurjón Kjartansson, Ari Matthíasson, Pálína Jónsdóttir, Þórhallur Ágústsson i Guðmundur Andrés Erlingsson. Jest to pierwowzór znanego na całym świecie serialu telewizyjnego Leniuchowo, który premierę miał w 2004 roku.

## Fabuła
Sztuka opowiada o mieszkańcach Leniuchowa, którzy są wiecznie leniwi i prowadzą niezdrowy tryb życia. Burmistrz otrzymuje list od prezydenta, który informuje o zawodach sportowych w Leniuchowie, w których mieszkańcy muszą wziąć udział. Po tym, jak burmistrzowi nie udaje się przekonać mieszkańców do wzięcia udziału w zawodach, przybywa Sportacus, który uczy mieszkańców, jak prowadzić zdrowy tryb życia i przekonuje ich do rywalizacji. Ostatecznie Leniuchowo wygrywa zawody. 

## Obsada
| Aktor                   | Postać (nazwa międzynarodowa) | Postać (nazwa islandzka) |
| Magnús Scheving         | Sportacus                     | Íþróttaálfurinn          |
| Selma Björnsdóttir      | Stephanie                     | Solla Stirða             |
| Steinn Ármann Magnússon | Ziggy                         | Sigurður "Siggi" Sæti    |
| Ingrid Jónsdóttir       | Trixie                        | Halla Hrekkjusvín        |
| Jón Stefán Kristjánsso  | Pixel                         | Goggi Mega               |
| Ólafur Guðmundsson      | Stingy                        | Nenni Níski              |
| Magnús Ólafsson         | Major Milford Meanswel        | Bæjarstjórinn            |
| Sigurveig Jónsdóttir    | Bessie Busybody               | Stína Símalína           |
| Sigurjón Kjartansson    | Jives                         | Magnús "Maggi" Mjói      |
| Ari Matthíasson         | Oficer Obtuse Listonosz       | Lolli Lögga Póstur       |
| Pálína Jónsdóttir       | Penny Pestella                | Eyrún Eyðslukló          |
| Þórhallur Ágústsson     | Złodziej                      | Þjófur                   |

## Lista piosenek pojawiających się w sztuce
| - "Lífið er fúlt í Latabæ" - Major - "Líttu á þetta Latibær" - Major - "Stína símalína" - Bessie i Major - "Öllu er lokið Latibær" - Major - "Íþróttaálfurinn" - Sportacus - "Siggi sæti" - Ziggy - "Goggi mega" - Pixel | - "Maggi mjói" - Jives I jego mama - "Eyrún eyðslukló" - Penny - "Solla stirða" - Stephanie - "Halla hrekkjusvín" - Trixie - "Nenni níski" - Stingy - "Löggulagið" - Oficer Obtuse - "Áfram Latibær!" - Wszyscy |